# Мать слёз
«Мать слёз» (итал. La Terza madre) — американо-итальянский фильм ужасов 2007 года режиссёра Дарио Ардженто, заключительная часть трилогии о трёх матерях. Фильм также известен под названием «Третья мать». В фильме присутствует множество отсылок к более ранним работам Ардженто. Трейлер к фильму был впервые показан в 2007 году на 60-м каннском кинофестивале. Премьера фильма состоялась 6 сентября 2007 года.

## Сюжет
При проведении работ возле католического кладбища рабочие находят странное захоронение — гроб, на котором надстроен ларец. Католический кардинал отправляет ларец в Рим своему другу, директору музея Майклу. Две сотрудницы музея, Сара и Жизель, без ведома Майкла решают сами открыть ларец и посмотреть, что там находится. Открывая ларец, девушки и не подозревали, что выпустили на волю зло — Мать Слёз. И тут в Рим начали съезжаться ведьмы со всех концов земли. В это время потихоньку всё больше и больше жителей города охватывает безумие, а ведьмы грезят о начале новой эры. Но всему этому может помешать Сара, являющаяся дочерью могущественной ведьмы.

## В ролях
| Актёр                     | Роль                          |
| ------------------------- | ----------------------------- |
| Адам Джеймс               | Майкл Пирс (директор музея)   |
| Коралина Катальди-Тассони | Жизель                        |
| Азия Ардженто             | Сара Менди (сотрудница музея) |
| Кристиан Солимено         | Энцо Марки (полицейский)      |
| Дария Николоди            | Элиза Менди (мать Сары)       |
| Удо Кир                   | отец Иоганнес                 |
| Моран Атиас               | Мать Слёз                     |
| Филипп Леруа              | Гульельмо де Витта            |
| Валерия Кавалли           | Марта                         |
| Сильвия Рубино            | Эльга                         |
| Джун Итикава              | Катерина                      |
| Лука Пескаторе            | Пол Пирс                      |

## Саундтрэк
Музыку к фильму написал Клаудио Симонетти, лидер культовой группы Goblin. Финальная композиция фильма Mater Lacrimarum записана группой Daemonia с участием вокалиста группы Cradle of Filth Дэни Филта.

## Производство

### Трилогия о трёх матерях
Трилогия частично основана на концепции «Левана и Богоматери Скорби» из романа «Suspiria de Profundis» Томаса де Квинси. В ней описывается существование трёх женщин, которые являются олицетворением печали: Матерь Лакримарум, Матерь Суспириорум и Матерь Тенебрарум. Ардженто и Дария Николоди интерпретируют персонажей де Куинси, как трёх злобных ведьм, которые правят миром.
В первом фильме «Суспирия» 1977 года были представлены основные стилистические элементы трилогии, в том числе цветовая палитра и тщательно продуманные декорации для каждой сцены убийства.
Вторая часть, «Инферно», выпущенная в 1980 году, демонстрировала общий сюжет трилогии и связь между тремя ведьмами.

### Сценарий Николоди
В 1984 году Ардженто и Дария Николоди утверждали в интервью для издательства Fangoria, что они «закончили сценарий для третьего фильма, но есть несколько вещей, над которыми мы всё ещё ведётся работа над совершенствованием проекта, спецэффектами и поиском местоположения для съёмок». Николоди также упоминала свою версию сценария в интервью для книги Алана Джонса, «Profondo Argento: The Man, the Myths and the Magic», но она не использовалась для «Матери слез».

### Сценарий Ардженто
29 ноября 2003 года на фестивале научной фантастики в Триесте Ардженто заявил, что надеется начать съёмки «Третьей матери» в августе 2004 года и в настоящее время работает над сценарием, он говорил: «История была закончена. Прошло 20 лет с тех пор, как я оставил «Трёх матерей» позади, и было удивительно хорошо вернуться и исследовать историю целиком с ретроспективной точки зрения».

### Сценарий Андерсона и Гираша
В конце 2005 года Ардженто отправился на север Европы, чтобы начать работу над «Третьей матерью». Вскоре после этого было объявлено, что режиссёр попросил Джейса Андерсона и Адама Гираша помочь ему написать сценарий фильма. Они говорили об этом периоде: «Мы провели три недели в квартире, встретились с Дарио, посетили катакомбы и выполнили первый набросок». Примерно в это же время издательство Fangoria сообщило, что фильм будет называться: «Mater Lachrymarum».
Сценарий «Третьей матери» всё ещё дорабатывался в феврале 2006 года, когда Андерсон и Гираш создали первый черновик, который Ардженто затем переработал. По сюжету этого сценария действие разворачивается сразу же после окончания «Инферно», Ведьма, которая пережила разрушение дома Матери Тенебрарум, наблюдет за тем, как детектив расследует серию убийств в университете. Съёмки картины должны были начаться в конце весны того же года, планировалось, что премьера фильма состоится в период с ноября 2006 года по январь 2007 года. Однако в начале 2006 года появились сведения, что Ардженто уволил Андерсона и Гираша из-за расхождения во взглядах на сценарий. Десятого марта было объявлено, что съёмки «Третьей матери» будут отложены до сентября.
В середине апреля 2006 года было объявлено, что Ардженто вернётся в Италию в июне, чтобы немедленно приступить к съёмкам «Третьей матери». В мае 2006 года появилось название «Мать слез». В том же месяце появились сведения о том, что Сиенна Миллер исполнит главную женскую роль. В июле стало известно, что премьера картины вновь откладывается, и дочь Ардженто, Азия, будет исполнять одну из ведущих ролей в картине.

### Съёмки
В середине октября 2006 года Гираш сообщил, что картина начнёт сниматься в конце этого месяца. Первые съёмки велись в Риме, Турине и в студии Cinecittà в Терни.

### Постпроизводство
Монтаж картины был завершён к марту 2007 года. Запись саундтрека к итальянской и английской версиям фильма была завершена 5 апреля 2007 года.
Цифровые эффекты были созданы Ли Уилсоном и Серхио Стивалетти. По словам главного оператора, Фредерика Фазано, фильм должен начинаться с приглушенной прохладной цветовой палитры, которая будет переходить в обилие красного цвета по мере развития сюжета фильма.
Итальянский дистрибьюторы картины, Medusa Film, заявили, что фильм слишком жестокий, и попросили его отредактировать. Позже Ардженто попросили повторно отредактировать фильм, адаптировать его для более широкой аудитории. 28 мая 2007 года было подтверждено, что фильм получит рейтинг WM14 в Италии, что потребует удаления части жестоких сцен, которые впоследствии «будут восстановлены для выхода на DVD».

## Оценки

### Критика
Реакция критиков была неоднозначной.
На сайте Rotten Tomatoes фильм имеет рейтинг 48%, что основано на 73 обзорах критиков, со средней оценкой 5.2 из 10. Критический консенсус сайта гласит: «Чрезмерно загружен кровавыми сценами, как и его предшественники «Суспирия» и «Инферно», «Мать слез» Дарио Ардженто завершает трилогию с тем же чувством величия и стилем 1970-х».
Деннис Харви из Variety писал: «Эта суматоха и куча сверхъестественной чепухи — сокровищница, казалось бы, непреднамеренного веселья».
Мейтленд МакДонах так описывал фильм: «не хватает атмосферы барокко и визуальной эстетики, которые возвысили Ардженто над мастерами ужасов. Эта картина безразлично устроена и грубо прямолинейна. Английский дубляж является последним унижением: даже голоса уродливы».
На сайте Metacritic, фильм имеет набрал 52 балла из 100 на основе 18 рецензий критиков, что указывает на «смешанные или средние отзывы».
В статье для The New York Times Натан Ли описал фильм как: «Глупый, неуклюжий, вульгарный, диковинный, истеричный, изобретательный, отвратительный, яркий, сногсшибательный, смешной, озорной, шумный, дешевый, бесценный, безвкусный и возвышенный. Возможно, это самый интересный фильм в карьере режиссёра. Правда, что «Мать слез» по уровню визуального повествования уступает первому и второму фильмам. Но что-то он делает так же хорошо, если не лучше, чем что-либо в его творчестве: он идет до конца».
Скутер Маккрей из Fangoria был в восторге от фильма и написал: «Это отличный фильм, и его стоит подождать. У него есть недостатки? О да, но так же, как у «Феномена», «Суспирии» или «Инферно», но теперь они все являются частью классических работ Ардженто».
Стив Биодровски из Cinefantastique писал: «Опыт просмотра этой картины подобен бреду, спускающемуся в изначальный хаос, где господствуют силы тьмы. Как долгожданный исход в трилогии Ардженто «Три матери», это может не совсем то, что ожидалось, но вполне удовлетворительно».

### Касса
В Италии фильм за первый уик-энд заработал 827 000 долларов в 273 кинотеатрах. К концу первой недели проката в 303 кинотеатрах он собрал 1 917 934 долларов и занял 4 место в кассах Италии.
В течение первой недели ограниченного проката в Соединенных Штатах, «Мать слез» собрала 19 418 долларов в семи кинотеатрах.